# Антті Туурі
Антті Туурі (фін. Antti Elias Tuuri нар. 1 жовтня 1944, Каугава, Фінляндія) —фінський письменник.

## Життєпис
Відомий роботами, присвяченими Південній Пог'янмаа і Зимовій війні, перевів фінською мовою кілька ісландських саг.
За свій роман «Річка тече через місто» (1985) Антті Туурі був удостоєний Державної премії Фінляндії.
Деякі романи Туурі були екранізовані, в тому числі «Дорога на Рукаярві» (1999) і «Вічний шлях» (2017).

## Нагороди
- Helsingin Sanomat Literature Prize (1971, за Asioiden suhteet ja Lauantaina illalla)
- Літературна премія Північної Ради (1985, за Pohjanmaa)
- Медаль Pro Finlandia (1985)